# Гидрогроссуляр
Гидрогроссуля́р (от др.-греч. ὕδωρ, вода и лат. grossularium, крыжовник) также гибши́т, гроссуляро́ид, плазоли́т, аризонский, грана́товый или трансва́альский жад — общее название для изоморфного ряда гранатов-гидратов, содержащих в своём составе воду (гидроксильную группу), примерная формула Ca3Al2(SiO4)2(OH)4. При этом число взаимозаменяемых силикатных и гидроксильных групп в разных образцах заведомо колеблется, как это бывает в изоморфных рядах.

## Название
Своё название гидрогроссуляры получили, исходя из собственного химического состава (гидратированный гроссуляр), когда часть кремнекислородных тетраэдров в кристаллической решётке гроссуляра замещается гидроксильной группой, образуя поступенно изменяющийся изоморфный ряд минералов гроссуляр → катоит.
Название материнского минерала «гроссуляр» произведено от латинского названия крыжовника — grossularium — поскольку некоторые разности описываемого минерала имели характерный вид и светло-зелёный цвет, напоминающий ягоды крыжовника.
Название гидрогроссуляр камню было «официально» присвоено только в 2012 году, а до того времени он значился в международной номенклатуре под английским названием гибшит (англ. Hibschite).

## Свойства
Главная особенность гидрогроссуляров заключается в том, что часть кремнекислородных тетраэдров в кристаллической решётке оказывается замещена гидроксильной группой. В конструкции гранатов регулярно меняются кубы Томсона и октаэдры, что и порождает громадное число их разновидностей. В случае гидрогроссуляров происходит также подмена силикатных тетраэдров.:32 Это позволяет в ряде случаев рассматривать гидрогроссуляры в качестве твёрдого раствора или природной смеси с переменным метаморфическим составом и «дефектной» структурой относительно «классического» граната, — такой структурой, в которой количество атомов кремния меньше трёх и часть кислорода замещена гидроксилом.:129
Как следствие, изменчива и непривычна также и химическая формула гидрогроссуляров. В зависимости от количества гидроксогрупп она может быть иметь несколько принципиальных вариантов. Вот основные из них: Ca3Al2(SiO4)2(OH)4 или Ca3Al2(SiO4)1,5(OH)6. Как видно из химической структуры, один силикатный тетраэдр замещается четырьмя гидроксогруппами. Если учесть, что многие гранаты существуют в виде твёрдых растворов, можно допустить, что гидрогроссуляры являются смесью гроссуляра с гипотетическим «неизвестным» гранатом, полностью лишённым кремнезёма. Состав его должен соответствовать принципиальной формуле Ca3Al2(OH)12 (трёхкальциевый гидроалюминат). Таковое соединение в природе не найдено, однако в искусственных условиях действительно существует, имея широкое применение в науке и технике.:32 Благодаря существованию подобных минералов целесообразно рассматривать гранаты (гранатиты) как минералы глубинных геосфер, потенциально способные поглощать и аккумулировать мантийную воду.
С другой стороны, промежуток между «классическим» безводным гроссуляром с одной стороны, и бессиликатным трёхкальциевым гидроалюминатом, собственно, и является зоной, в которой существуют гидрогроссуляры, промежуточные между первым и вторым. Симптоматично, что не только состав гидрогранатов переходный между конечными членами ряда. Многие другие свойства в той же степени промежуточны. К примеру, показатель преломления света в гидрогроссулярах постепенно понижается от 1,735 до 1,605 по мере повышения содержания гидроксила, а плотность, соответственно, уменьшается от 3530 до 2520 кг/м3.:59-60
Гидрогроссуляр, так же, как и гроссуляр, относится к классу островных силикатов и является относительно редкой разновидностью гранатов. Так же, как в случае гроссуляров, цвет минерала может быть самым разным в зависимости от характера и числа примесей. К примеру, присутствие хрома (Cr3+) обуславливают зелёный оттенок, а марганца (Mn3+) — розовый. При этом гидрогроссуляры, как правило, непрозрачны или просвечивают в тонких сколах, и только в редких случаях полупрозрачны.:56
Гидрогроссуляр как правило образует массивные плотные агрегаты. В рентгеновских лучах светится жёлто-зелёным цветом. От нефрита и жадеита гидрогроссуляр отличается изотропностью, более высоким n, от серпентина — большей твёрдостью.:58

## Образование
Нахождение — контакты горных эффузивов, совместно с гроссуляром образует горную породу гроссулярит.:47 В сочетании с гроссулярами, везувианом, цоизитом и диопсидом нередко образует так называемые гидрогроссуляриты, родингитовые минеральные ассоциации — горные породы желтоватого цвета. При этом отдельные участки родингитов могут быть сложены только диопсидом или иметь биминеральный состав (диопсид-цоизитовый или диопсид-гроссуляровый).
Являясь ярко-выраженными вторичными минералами, гидрогроссуляры чаще всего образуются в метаморфических зонах известково-кремнистых или цеолит-кальцитовых пород, сложившихся в результате преображения мергелей или мергелистых известняков на контакте с интрузией магмы; а также среди продуктов гидротермального преображения основных магматических пород.:68
Кристаллизации гидрогранатов ряда гидрогроссуляра благоприятствует среда, в которой нет избытка кремнезёма (десилицификация), не слишком высокие температуры (примерный диапазон 200°-400°) и большое давление (до нескольких тысяч баров). Такие величины температуры и давления характерны для цеолитовой и зеленокаменной фаций регионального метаморфизма и альбит-эпидот-роговиковой фации контактового метаморфизма.:68 Гидрогроссуляры находятся в виде массивных тонкокристаллических и плотных сливных агрегатов, иногда в тесном срастании с везувианом.

## Месторождения

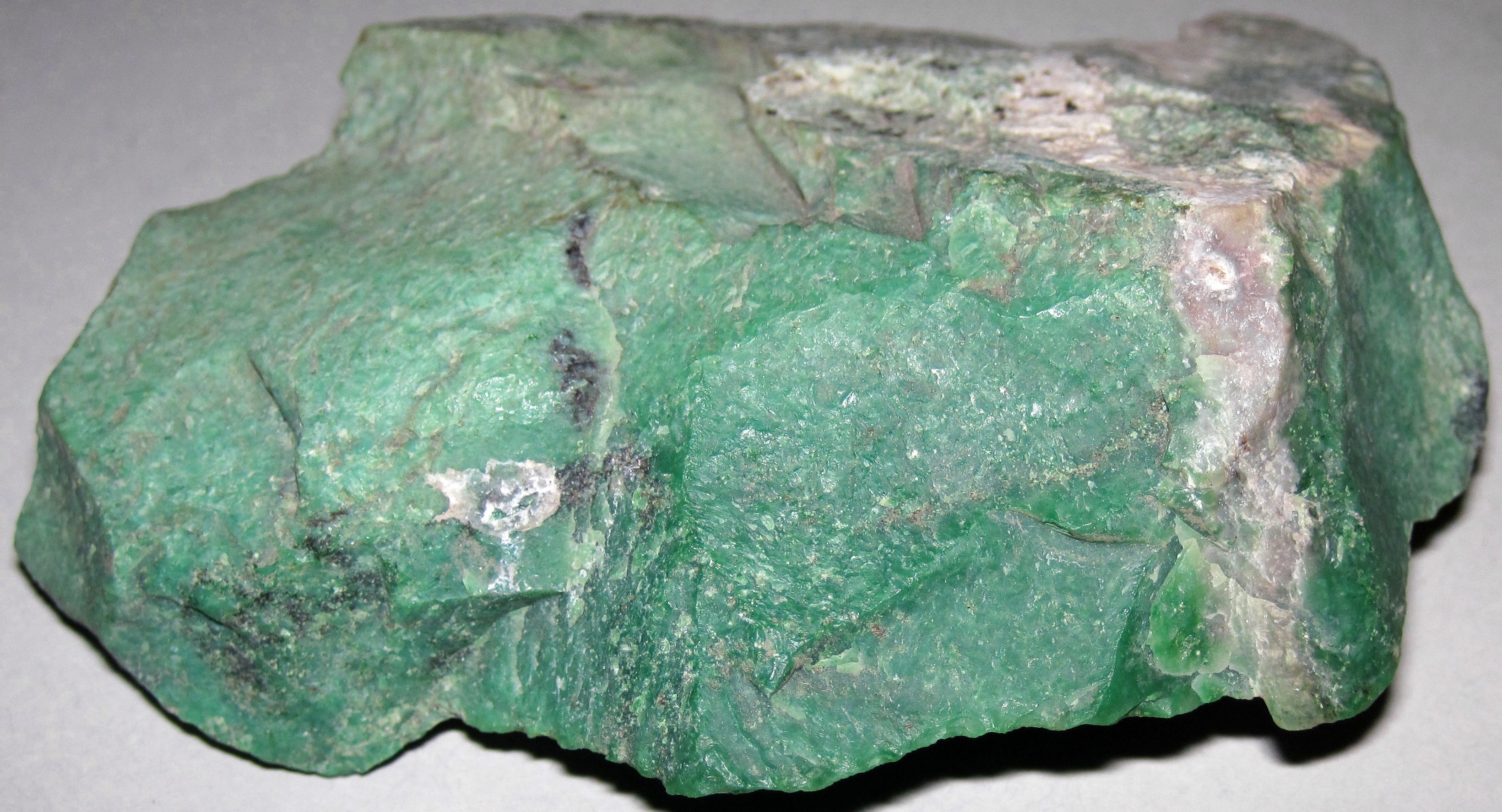
«Трансваальский жад»

Известные места добычи гидрогроссуляров: Казахстан, Восточная Сибирь, Грузия, Новая Зеландия, Южная Африка, Пакистан. Встречается в виде хорошо сформированных кристаллов, зёрен неправильной формы и массивных агрегатов.
Одна из самых известных разновидностей гидрогроссуляра циркулирует в международной торговле под некорректным (тривиальным) наименованием «трансваальский жад». Светло-зелёный массивный материал, первоначально описанный как новая региональная разновидность гроссуляра, был найден в Трансваале (ЮАР) в 64 км. к западу от Претории. По внешнему виду он напоминал известные на мировом рынке разновидности жада, и в результате вышел на продажи в качестве заменителя жада под торговой маркой «трансваальского жада». Существуют предположения, что этот минерал образовался при замещении плагиоклаза, а проведённые лабораторные анализы показали, что он может быть определён в качестве ещё одной региональной разновидности гидрогроссуляра — в составе изоморфного ряда, конечными членами которого являются гроссуляр и соединение ЗСаO•АL2O3 X 2SiO2•2H2O.:339

## Применение

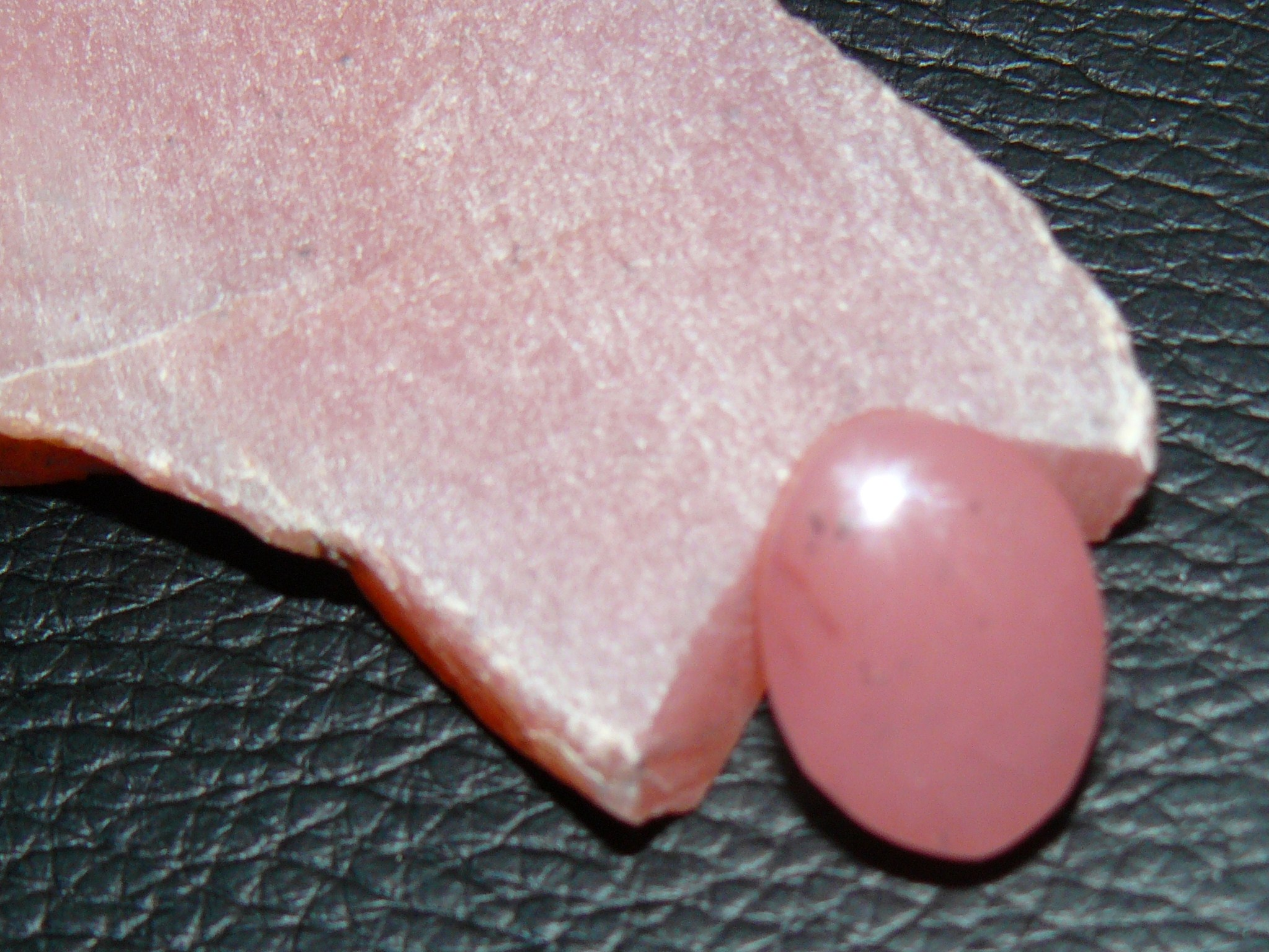
Гидрогроссуляр (кабошон)

В связи с непрозрачностью и массивностью разностей, в основном, гидрогроссуляр идёт в работу в качестве поделочного камня. Реже можно встретить его ювелирное применение — в бусах, браслетах и подобных предметах. Самая распространённая и эффектная форма огранки, так же, как и в случае жада — кабошон. В ювелирном жаргоне за терминами гроссуляр и гидрогроссуляр закрепились несколько иные значения, не вполне совпадающие с научными, хотя и наглядно связанные с ними. Так, прозрачные камни ювелирного качества, пригодные для огранки, обычно называют благородными гроссулярами, а за непрозрачными камнями (чаще зелёными, но также и любого другого цвета) закрепилось тривиальное название гидрогроссуляр.:118
Наряду с гидрогроссуляром в поделочных работах иногда используется также и родингит (гидрогроссулярит), порода жёлтого или желтоватого цвета, до 70% состоящая из гидрогроссуляра.:58
Красивые образцы хорошо сформированных кристаллов или друз гидрогроссуляра представляют большой интерес для коллекционеров.
Интересное применение появилось в конце 1960-х годов у искусственных гидрогроссуляров, точнее говоря, у самого́ процесса их кристаллизации. В 1962 году ленинградский химик О. И. Аракелян опубликовала теоретическую статью, в которой описывала твёрдые продукты глинозёмного производства в контексте специфических трудностей, возникающих при их очистке. Среди алюминиевых соединений она особо выделила трёхкальциевый гидроалюминат, и высказала предположение, что гидрогранаты могут быть полезны для упрощения очистки алюминатных растворов от технологически вредных силикатных (кремниевых) примесей. Вскоре оригинальная идея получила подтверждение в работах казахстанских химиков. Поместив алюминатный раствор в автоклав, они вводили в него трёхкальциевый гидроалюминат или оксид кальция и запускали процесс очистки при температурах 350-570° К. После окончания опыта раствор был профильтрован для химического анализа, результаты которого оказались более чем убедительными. Если в начале опыта 1 литр алюминатного раствора содержал 4 грамма кремнезёма, то после опыта в нем с трудом обнаружили исчезающе малые количества этого оксида, крайне вредного для глинозёмного производства. Но зато в твёрдой фазе под микроскопом можно было наблюдать мельчайшие тетрагонтриоктаэдры искусственного гидрогроссуляра, поглотившего все примеси в процессе кристаллизации.:66-67